# Tim Pringle
Timothy James Gerard Pringle (* 29. August 2002 in Den Haag, Niederlande) ist ein niederländischer Cricketspieler, der seit 2022 für die niederländische Nationalmannschaft spielt.

## Kindheit und Ausbildung
Pringle’s Vater, Chris Pringle, spielte Cricket in der neuseeländischen Nationalmannschaft. Auch spielte Tim in der U19-Nationalmannschaft für Neuseeland, wo er aufwuchs.

## Aktive Karriere
Pringle gab sein ODI-Debüt für die Niederlande im Juni 2022 gegen England. Kurz darauf folgte beim ICC Men’s T20 World Cup Global Qualifier Group B 2022 sein Twenty20-Debüt gegen Papua-Neuguinea. Es folgte eine Nominierung für den ICC Men’s T20 World Cup 2022, wo er jedoch nicht herausstach. Auch wurde er von den Northern Districts im nationalen neuseeländischen Cricket unter Vertrag genommen. Er wurde ebenfalls zunächst für den Cricket World Cup 2023 vorgesehen, doch wurde nach einer Verletzung nicht in den endgültigen Kader übernommen. Bei einem heimischen Drei-Nationen-Turnier erreichte er im Mai 2024 gegen Irland 3 Wickets für 32 Runs. Daraufhin wurde er für den ICC Men’s T20 World Cup 2024 nominiert.